# 1520 в Україні

## Події
- від татарського набігу потерпає Снятин
- Костянтин Острозький знову зорганізував оборону від татар між Олеськом та Залізцями, татари поруйнували Чемеринці[1].
- Залізці отримали Магдебурзьке право (прохання дідича Мартина Каменецького, дозвіл короля Сигізмунда I Старого)
- Михля (Ізяславський район) згадується в акті від 31 грудня в листі князя Костянтина Острозького до княгині Єлени Іванівни Заславської. В цьому ж акті згадуються сусідні села Путринці та Цвітоха[2].
- османська влада проводить перепис населення Південного берега Криму, в поселенні Кутлак проживає 277 людей — 10 мусульман і 267 християн[3]

## Засновані, зведені
- Бачманівка
- Довжик (Чернігівський район)
- Карпатське
- Корост